# 伊靈阿 (正白旗)
伊靈阿（？—？），阿颜觉罗氏，满洲正白旗人。乾隆辛酉举人，乾隆乙丑进士。

## 生平
乾隆十九年任河南舞阳县知县，二十三年调任南阳县知县，二十八年因事回避。

## 家族
根据《钦定八旗满洲氏族通谱》卷十八记载，銮，正白旗人，世居赫图阿喇地方，国初同次弟酸，三弟满等来归。
- 六世祖：酸，銮的二弟。

- 五世祖不详。

- 高祖父：阿尔拜，城门尉。

- 曾祖父辈：本岱，通政使司通政使；温岱，黑龙江副都统。

- 祖父辈：保成，三等侍卫；雅图，佐领；文明，司库。

- 父：成禧，贡生，候补主事；伯叔父：公新，头等侍卫，清新，笔帖式，德格，三等侍卫。

- 兄伊密纳，笔帖式。[2]

- 子经文，乾隆癸卯举人，兵部堂主事。

- 孫書英，道光丙戌进士，安徽建德县知县。[3]